# 阮成禄

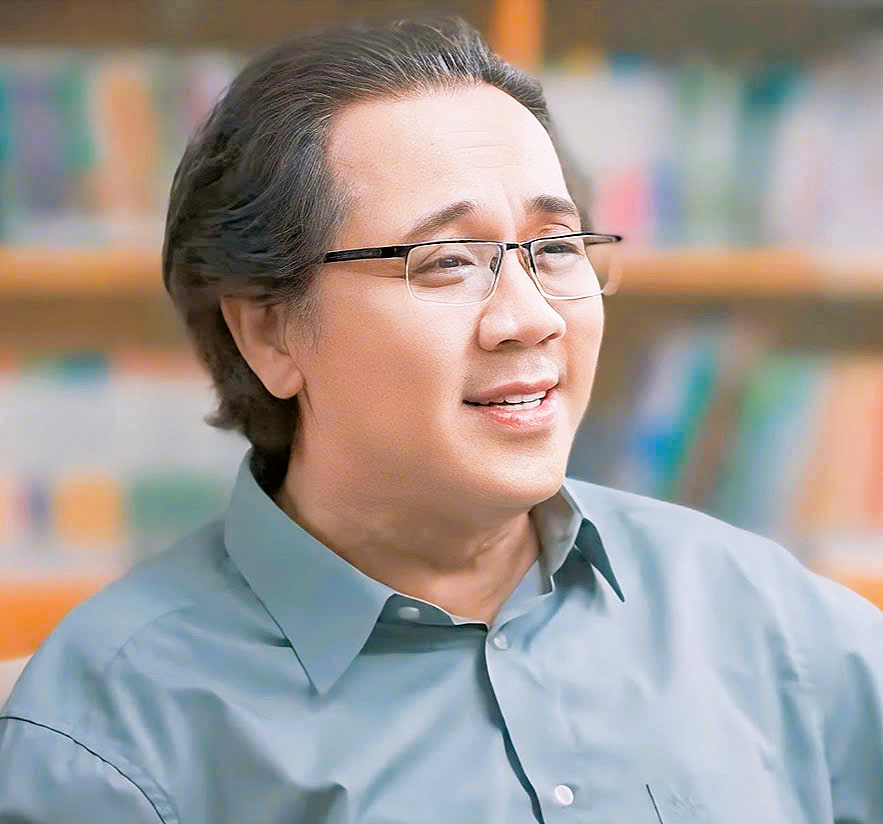
阮成禄

阮成禄（1961年11月3日—）是越南戏剧艺术家。越南金梅奖历史上获奖最多的艺术家之一。1961年出生西貢在传统艺术家庭，父亲是人民艺术家成尊（Thành Tôn），母亲是越南从剧艺术家黄梅（Huỳnh Mai）。除了在舞台戏剧领域取得成功外，成禄还涉足节目主持人，电影演员，喜剧演员，舞台导演。现为Idecaf舞台戏剧学校副监督。

## 荣誉
2001年 优秀艺术家（越南语：Nghệ sĩ ưu tú ）称号
2002年凭借戏剧《Người trong bóng tối 》（作者尹黄江，导演武明）中的阿山角色，获得最喜爱话剧艺术家奖。